# Milton Temer
Milton Temer (Rio de Janeiro, 12 de dezembro de 1938) é um jornalista e político brasileiro, com base eleitoral no estado do Rio de Janeiro.

## Biografia
Nasceu em Vila Isabel, bairro da Zona Norte do Rio de Janeiro, filho de Gabriel Temer, comerciante sírio, e de Julia Temer, professora de literatura francesa. Formou-se oficial da Marinha e foi cassado pelo golpe militar de 64.
Desde então, tornou-se jornalista político em destacados jornais e revistas no Brasil. Como correspondente internacional, realizou importantes reportagens sobre política na América Latina e na África, cobrindo lutas de libertação e rebeliões em diversos países, como Nicarágua e Angola, e entrevistando estadistas como Salvador Allende.[carece de fontes?]
Em 1973, exilou-se na Europa, onde prosseguiu como jornalista político independente. Em 1978, retornou ao Brasil e à imprensa brasileira, sendo anistiado em 1985. Na TVE Brasil, foi criador do programa "Hoje já é amanhã", onde entrevistava, no fim da noite e ao vivo, editores de jornal que comentavam as principais matérias do dia seguinte. Fez ainda o "Em Busca do Tempo Perdido", onde abria espaço para cientistas e outros intelectuais, com discussão de teses e projetos de impacto no desenvolvimento da ciência e tecnologia no Brasil. Militou no PCB nas décadas de 60 e 70.[carece de fontes?]
Foi membro do Partido dos Trabalhadores (PT) de 1988 a 2003, pelo qual exerceu, nas décadas de 1980 e 1990, mandato como deputado estadual constituinte (1987-1991) e depois, dois como federal (1995-2003). Como deputado federal, foi um dos mais atuantes na oposição aos governos FHC. Em 1990 concorreu ao Senado Federal sem sucesso. Após as eleições gerais de 1998, 400 dos 513 deputados federais e 70 dos 81 senadores eram filiados a partidos governistas.[carece de fontes?] No Congresso Nacional, no Partido dos Trabalhadores (PT) liderou a oposição, articulando os movimentos sociais e sindicais de esquerda e formando uma ampla frente de oposição parlamentar (PT, PCdoB, PSB, PDT, PCB, PPS). Entre as ações da oposição, destaca-se a Marcha dos 100 mil de Brasília em agosto de 1999, considerado o maior protesto contra seu governo. Apesar das críticas dos partidos de oposição às alianças políticas firmadas pelo governo, sua base parlamentar de apoio contribuiu para a estabilidade política, considerada um dos traços importantes do governo FHC.[carece de fontes?]

### Impeachment de Fernando Henrique
Empreitou pedido de impeachment contra FHC em seu segundo mandato, sobretudo alegando denúncias no Programa de Estímulo à Reestruturação e ao Fortalecimento do Sistema Financeiro Nacional (PROER). Fernando Henrique sofreu dezessete denúncias que, se comprovadas, poderiam levá-lo ao impeachment. As denúncias foram apresentadas com maior frequência durante o segundo mandato, sendo arquivados pelos então presidentes da Câmara dos Deputados, responsáveis pela validação de um processo de impeachment contra o presidente da República. Desde a redemocratização do país, o Partido dos Trabalhadores solicitou formalmente o impeachment de todos os presidentes da República. Um desses pedidos baseava-se em uma escuta telefônica em que o presidente autorizava André Lara a pressionar o fundo de pensões do Banco do Brasil a participar em um dos consórcios do leilão de privatização da Telebrás. Apesar disso, Fernando Henrique conseguiu aprovar com facilidade seus projetos, reformas constitucionais e conteve a oposição graças a uma ampla maioria na Câmara dos Deputados e no Senado Federal.

### Candidatura para governador
Rompeu com o PT em 2003 após discordar da política econômica do governo Lula. No ano seguinte, colaborou intensamente para fundação do Partido Socialismo e Liberdade (PSOL). Em 2006 foi candidato a governador do Rio de Janeiro pelo Partido Socialismo e Liberdade (PSOL), formando chapa com Eliomar Coelho. Ficou em sétimo lugar, com 118.936 votos (1,44%) no primeiro turno. Passaram ao segundo turno Sérgio Cabral Filho (PMDB) e a ex-juíza Denise Frossard (PPS). A eleição foi vencida por Cabral.[carece de fontes?]

### Candidatura ao Senado
Em março de 2010, durante convenção eleitoral do Partido Socialismo e Liberdade, foi escolhido como candidato ao Senado para as eleições de 2010, formando a chapa maioritária do PSOL no Rio de Janeiro com Plínio de Arruda Sampaio para presidente e o sociólogo e presidente estadual do PSOL Jefferson Moura para governador.[carece de fontes?]
Como nas eleições de 2010 o eleitor pôde votar duas vezes para senador, seu nome apareceu com grande força e potencial eleitoral entre os pré-candidatos. Muitos eleitores do PT, inclusive, comunicaram espontaneamente que iriam votar no candidato do PT e em Milton Temer. Além disso, alguns eleitores sem muito vínculo com a política, mas em busca de uma candidatura de força ética e moral reconhecida, declararam o voto em Milton Temer. Nomes como Eduardo Galeano, Leandro Konder, Sílvio Tendler, Carlos Nelson Coutinho, Ziraldo Alves Pinto, João Luiz Duboc Pinaud, Cid Benjamin, entre outros, se declararam entusiastas da campanha de Milton Temer para o Senado.[carece de fontes?]
Seu slogan na campanha foi "Milton Temer senador, são outros 500!!!" (500 é o número de campanha).[carece de fontes?]
Nas eleições para o Senado em 2010 recebeu 536.147 (3,65%) em todo o estado, sendo cerca de 335.000 votos na cidade do Rio de Janeiro. Foi derrotado, ficando em sexto lugar. Os vencedores foram Lindberg Farias (PT), com 4.213.749 votos (28,65%), e o bispo licenciado Marcelo Crivella, reeleito para segundo mandato com 3.332.886 votos (22,66%), ambos da chapa apoiada por Lula e Dilma Rousseff. À frente de Temer, ficaram ainda Jorge Picciani (PMDB, 20,73%), Cesar Maia (DEM, 11,06%) e o cantor Waguinho (PTdoB, 8,81%).
Milton Temer fez uma campanha de pequenos doadores, com o foco na politização de seu eleitorado por uma militância ativa no processo eleitoral. Com isso, e arrecadou apenas R$ 169.443,97 (contando os valores estimados, como a exigência do TSE de colocar a militância que fez a campanha sem receber nada como doadores da campanha em valores estimados), e teve uma relação voto/valor arrecadado foi de apenas R$0,31. O primeiro colocado, Lindberg Farias, por exemplo, teve uma relação voto/valor arrecadado de mais de R$3,00.[carece de fontes?]
Uma das principais lutas de Milton Temer, é a Reforma Política, que institua o Financiamento Público de Campanha, e que democratize o processo eleitoral.[carece de fontes?]